# Trilby, Florida
Trilby är en så kallad census-designated place i Pasco County i Florida. Vid 2010 års folkräkning hade Trilby 419 invånare.